# Pensées d'automne
Les Pensées d'automne, op. 19, sont une œuvre de la compositrice Mel Bonis, datant de 1894.

## Composition
Mel Bonis compose ses Pensées d'automne pour piano. L'œuvre est dédiée à Mlle Thérèse Chaigneau, pianiste du trio formé par les sœurs Chaignau. Elle est publiée aux éditions Leduc en 1894. Elle est rééditée aux éditions Furore en 2006.

## Analyse
La mélodie de l'œuvre est placée dans le registre des ténors, ce qui pourrait faire penser à la relation de la compositrice avec son amant Amédée-Louis Hettich. Les Pensées d'automne sont une sorte de romance sans paroles, dans la tonalité de la bémol majeur dont le rythme de valse nostalgique est typique de l'époque de la compositrice. La mélodie, jouée par la main gauche, a un accompagnement de la main droite en syncope. Le thème s'anime ensuite au più mosso, annonciateur d'un passage agitato, où la modulation en fa mineur accentue une nostalgie dramatisée.

## Edition actuelle
- In Mel Bonis, œuvres pour piano, Volume 2 - Pièces pittoresques et poétiques A; éd. Furore, 2006

## Discographie
- Regards : œuvres choisies de Mel Bonis, par Cécile Chaminade, Clara Schumann, Marianna von Martinez - Didier Castell-Jacomin (piano), Continuo Classics/Integral classic INT 221.250, 2011 (OCLC 929671250)
- Myriam Barbaux-Cohen (piano) et Mel Bonis, Mémoires d'une femme, Ars Produktion, janvier 2022. (EAN 4260052383490)

## Sources
: document utilisé comme source pour la rédaction de cet article.
- Étienne Jardin, Mel Bonis (1858-1937) : parcours d'une compositrice de la Belle Époque, 2020 (ISBN 978-2-330-13313-9 et 2-330-13313-8, OCLC 1153996478, lire en ligne).
- (fr + de + en) Eberhard Mayer et Christine Géliot, Pièces pittoresques et poétiques, vol. A (1881-1895), Kassel, Furore Verlag, 2006, 52 p. (ISMN 9790500129196).